# Veldhausen
Die Ortschaft Veldhausen ist ein über tausend Jahre altes Dorf und Kirchspiel. Seit 1970 ist die Ortschaft ein Stadtteil von Neuenhaus im Landkreis Grafschaft Bentheim in Niedersachsen.

## Geschichte

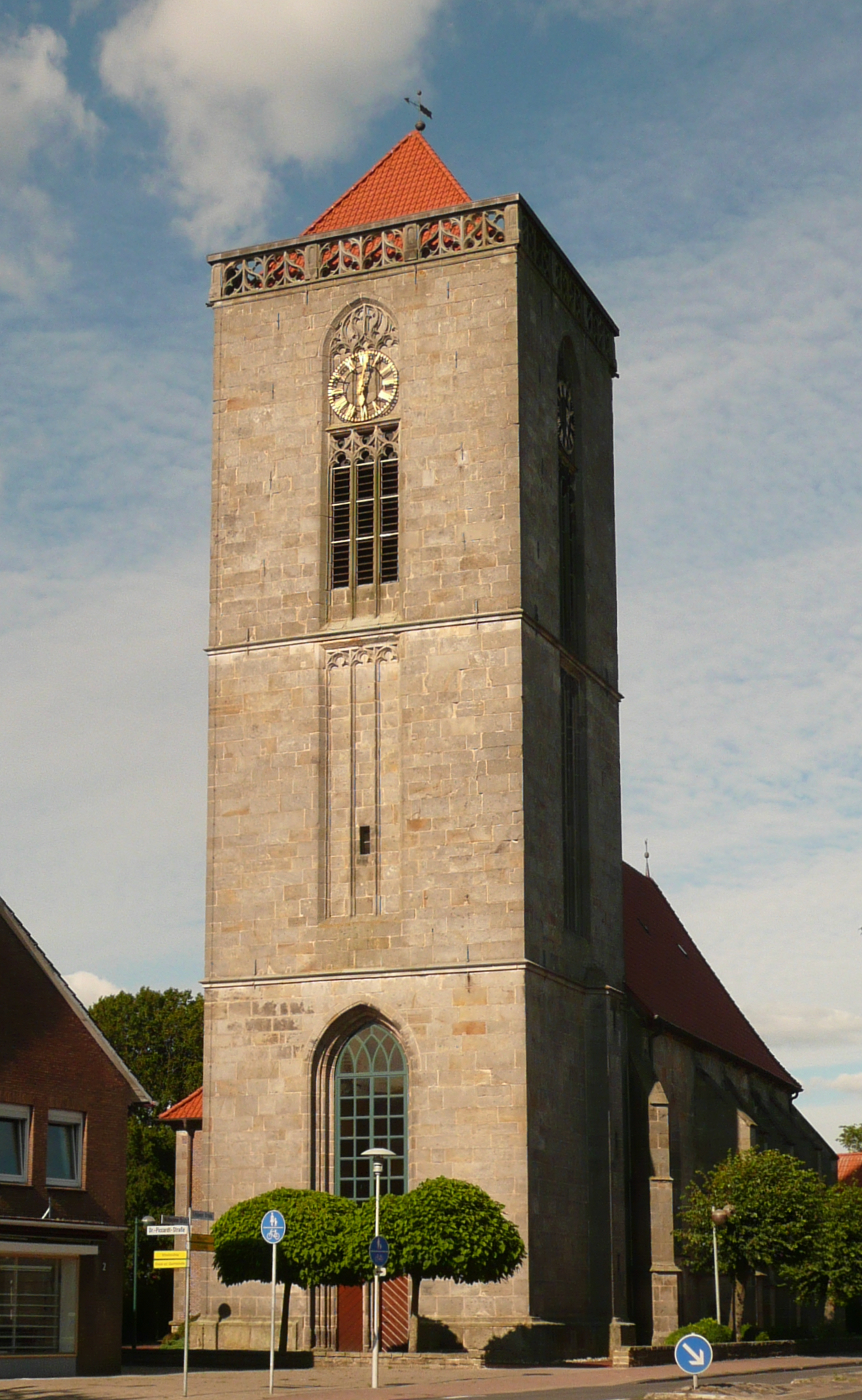
Ev.-ref. Kirche

Der Ort entstand als Kirchplatz für die umliegenden Gemeinden Esche, Grasdorf und Osterwald. Diese erbauten nach 1411 die Kirche, da der Weg nach Uelsen für viele zu weit und bei schlechter Witterung fast nicht möglich war. Um die aus Bentheimer Sandstein erbaute Kirche gründete sich durch die Ansiedlung die spätere Ortschaft Veldhausen. Veldhausen wurde erst 1554 zunächst lutherisch und ab 1588 reformiert. Der letzte lutherische Pastor wirkte in Veldhausen bis 1594.
Die Schreibweise des Ortsnamens ist niederländisch geprägt, daher „Veld“ mit V und nicht mit einem hochdeutschen F. Das Niederländische wurde in Veldhausen noch bis ins 20. Jahrhundert als Amtssprache gesprochen. Dieser spielte auch bei den Niederländischen Annexionsplänen nach dem Krieg eine Rolle.
Am 1. Juli 1970 wurde Veldhausen in die Stadt Neuenhaus eingegliedert. Dies erfolgte gegen den Willen der Stadt Neuenhaus und wurde vom Niedersächsischen Landtag in Hannover beschlossen.

## Wappen
Das Wappen der ehemaligen Gemeinde Veldhausen zeigt auf rotem Felde ein silbernes Kriegszelt mit goldener Baronskrone, im unteren Teil die goldenen Schildbeschläge des Bentheimer Wappens. Krone und Zelt sind abgeleitet vom Feldherrn Carl von Rabenhaupt, Baron zu Sucha. Carl von Rabenhaupt hatte während seines Feldzuges gegen den Fürstbischof von Münster (Christoph Bernhard von Galen) in den Jahren 1673/74 sein Hauptquartier in Veldhausen.

## Sehenswürdigkeiten

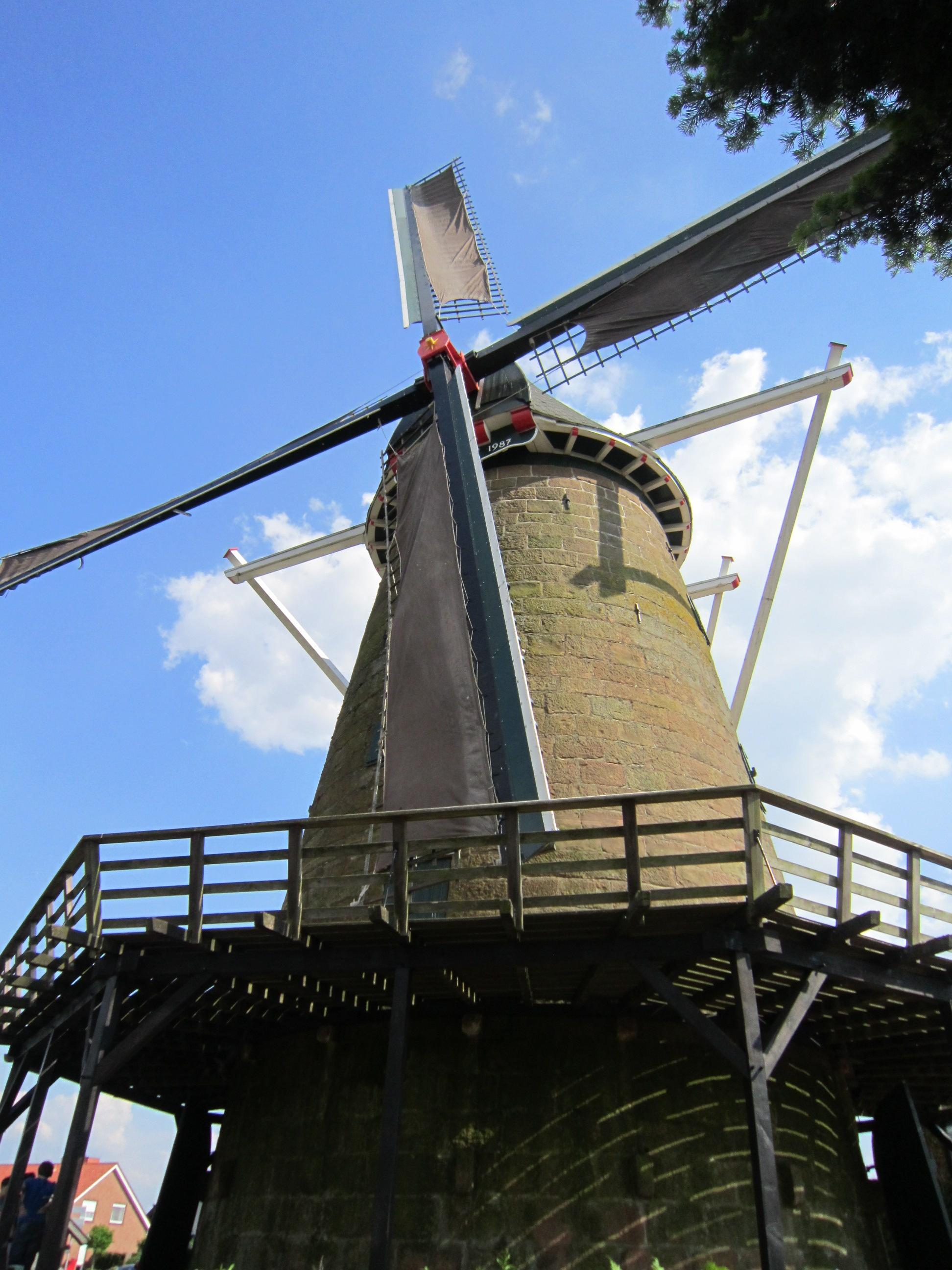
Windmühle Veldhausen

Die heute steinerne evangelisch-reformierte Kirche gehört mit der Windmühle und dem angrenzenden Mühlenhof zu den Wahrzeichen von Veldhausen. Auf dem Gelände des Mühlenhofs präsentiert der Mühlen- und Brauchtumsverein Veldhausen und Umgebung e. V. ein altes Müllerhaus, ein Backhaus, ein altes Bijhus, eine Wagenremise mit Schmiede und eine funktionsfähige Göpelanlage.
Die evangelisch-reformierte Kirche ist nicht zuletzt wegen ihrer Orgel bekannt. Sie wurde 1792/93 durch Jacob Courtain erbaut und ist das letzte erhaltene Instrument dieses einstmals berühmten Orgelbauers in Deutschland.

## Veranstaltungen
- Osterfeuer am Samstag vor Ostern auf dem Festplatz
- Deutscher Mühlentag auf dem Mühlenhof am Pfingstmontag.
- Volksfest Veldhausen am ersten Wochenende/ Samstag im August.
- Weihnachtsmarkt am Wochenende des ersten Advents.
- Jahresausklang mit Middewinterhorn und Jagdhornbläsern auf dem Mühlenhof am 30. Dezember (außer wenn das auf einen Sonntag fällt. Dann: 29. Dezember)

## Bekannte Bürger
Carl van der Linde (1861–1930), jüdischer Dichter